# سیمون پائولینی
سیمون پائولینی (انگلیسی: Simone Paolini؛ زادهٔ ۲ آوریل ۱۹۹۷) بازیکن فوتبال است.
از باشگاه‌هایی که در آن بازی کرده‌است می‌توان به باشگاه فوتبال آسکولی اشاره کرد.